# Les Mains gamines
Les Mains gamines est un roman d'Emmanuelle Pagano paru chez P.O.L. en 2008. Il a reçu le Prix Wepler 2008 et le Prix Rhône-Alpes du Livre 2009, dans la catégorie Littérature.

## Résumé
Quatre personnages s'expriment. Ils ont tous en commun d'être les détenteurs (conscients ou non) d'un secret : celui du viol quotidien d'une petite fille qui a duré toute une année, celle du CM2. Les petits garçons, sans doute trop jeunes, ont utilisé leurs mains. Tous, sauf un, qui ne participait pas.
Quand le livre s'ouvre, des années ont passé. La petite fille est aujourd'hui domestique chez un de ces garçons, ceux aux mains gamines.

## Éditions
- Les Mains gamines, P.O.L., 2008.
- Les Mains gamines, France Loisirs, 2009.
- (de) Bübische Hände, Wagenbach, Berlin; trad. Nathalie Mälzer-Semlinger, 2011.